# Instrument zur Erfassung von Schlüsselkompetenzen
Das Instrument zur Erfassung von Schlüsselkompetenzen (IESKO) ist ein Mittel zur Erfassung von Kompetenzen, die außerhalb der Erwerbsarbeit erworben wurden.
IESKO ist konzipiert als Instrument, das bei der Personalauswahl und der Berufsberatung angewendet werden kann. In der Anwendung wird es auf die jeweils zu besetzende Stelle beziehungsweise angestrebte Tätigkeit angepasst. Es erfasst den Kompetenzerwerb in Familienarbeit, Freiwilligenarbeit und Freizeit.
Das Instrument IESKO basiert auf einer 1997 durchgeführten arbeitswissenschaftlichen Untersuchung des Projekts „Sonnhalde Worb“. Es wurde 2002 in die Schweizer „Fachstelle UND Familien- und Erwerbsarbeit für Männer und Frauen“ übergeführt.
Im IESKO Instrumentarium wird jeder Kompetenzbegriff tätigkeitsbezogen definiert. So beruht die Anwendung von IESKO auf drei Hilfsmitteln:
1. dem Schlüsselkompetenzen-Profil, als Übersicht über die geforderten und die beim Bewerber vorhandenen Schlüsselkompetenzen,
2. einem Gesprächsleitfaden, als Strukturierungs- und Befragungshilfe für jede ausgewählte Schlüsselkompetenz,
3. Auswertungskriterien zur strukturierten Auswertung.

Ein Vergleich zwischen dem Soll-Profil und dem Ist-Profil des Bewerbers soll die Eignung des Bewerbers für die zu besetzende Stelle aufzeigen und bildet eine Basis für die Bestimmung der Zahl der bei der Lohnfestlegung anrechenbaren Erfahrungsjahre. Als Erfahrungsjahre zählen die Jahre der Berufserfahrung sowie, mit einem vom Kompetenzprofil abhängigen Gewichtungsfaktor, die Jahre ab Abschluss einer Erstausbildung beziehungsweise, wenn keine Erstausbildung absolviert wurde, die Jahre nach dem 20. Lebensjahr. Das Instrument dient einer transparenten, einheitlichen Vorgehensweise bei der Personalauswahl und einer Sensibilisierung für die Berücksichtigung des außerberuflichen Erfahrungsbereichs. 